# José Mardones Llorente
|  | Aquest article tracta sobre el futbolista. Si cerqueu el cantant d'òpera, vegeu «José Mardones». |

José Mardones Llorente (Vitòria, Àlaba ; 4 de febrer de 1914 - ibídem; 6 de maig de 1969) va ser un futbolista espanyol que jugava com a defensa.

## Clubs
| Club             | Any       |
| ---------------- | --------- |
| Deportivo Alavés | 1931-1933 |
| Reial Madrid CF  | 1935-1943 |
| CE Sabadell      | 1943-1944 |